# 9693 Блікер
9693 Блікер (9693 Bleeker) — астероїд головного поясу.
Тіссеранів параметр щодо Юпітера — 3,477.